# Apelación a la probabilidad
En lógica, la apelación a la probabilidad es una falacia que asume que porque algo es posible o probable, es inevitable que ocurra. El razonamiento detrás de esta falacia es que ya que la probabilidad es muy alta es mejor actuar como si esta fuera verdad. Pero el hecho de que algo sea probable de ocurrir no es un argumento para atestiguar o verificar que ha pasado. Esta falacia es usada para provocar y promover la paranoia.

## Ejemplo
- Hay muchos militares que son fascistas. Por lo tanto, si te relacionas con militares es muy probable que tu también seas fascista.